# 杨晋柏
杨晋柏（1973年4月—），男，湖北江陵人，中华人民共和国政治人物，中国共产党党员。杨晋柏少时进入西安交通大学少年班，在西安交通大学获得学士、硕士学位，高级工程师。曾任广西壮族自治区人民政府副主席，北京市人民政府副市长，中共北京市委常委、统战部部长。现任中國共產黨第二十届中央委員會候補委員，中共海南省委副书记、政法委书记。

## 生平
1987年（有资料作1989年），杨晋柏进入西安交通大学少年班，学习电力系统及其自动化专业。1991年，他获得学士学位，继续在西安交通大学攻读电力系统及其自动化专业研究生。1994年，他获得硕士学位。
硕士毕业当年，他进入电力系统，在中国南方电力联营公司（后来的国家电力公司南方公司、中国南方电网）工作，任调度所运行方式科科员，调度通信中心运行方式科副科长。2000年，杨晋柏升任国家电力公司南方公司调度通信中心运行方式科科长、总工程师。2003年，他升为中国南方电网电力调度通信中心方式处副处长，并以副处长身份主持工作，后来升为处长。2003年12月，加入中国共产党。2005年，他被任命为中国南方电网电力调度通信中心总工程师，副主任、党委委员。2010年，他被调动到贵州，担任中国南方电网贵州电网公司党组书记、副总经理。2012年，他升为中国南方电网贵州电网公司董事、总经理、党组成员。2013年，杨晋柏回到中国南方电网总部，担任战略策划部主任。2014年，他升任中国南方电网有限责任公司副总经理、党组成员。2017年，他成为国家电网公司副总经理、党组成员。
2018年，到地方任职，出任广西壮族自治区人民政府副主席、党组成员，兼任广西壮族自治区北部湾经济区规划建设管理办公室主任，晋升副部级。2020年4月24日，任北京市人民政府副市长。2022年6月，当选为中共北京市委常委。2023年1月，任中共北京市委统战部部长。同月11日，辞任北京市副市长职务。
2025年3月31日，调任中共海南省委副书记。同年4月11日，兼任海南省委政法委书记。